# François Andreu
Pour les articles homonymes, voir Andreu.

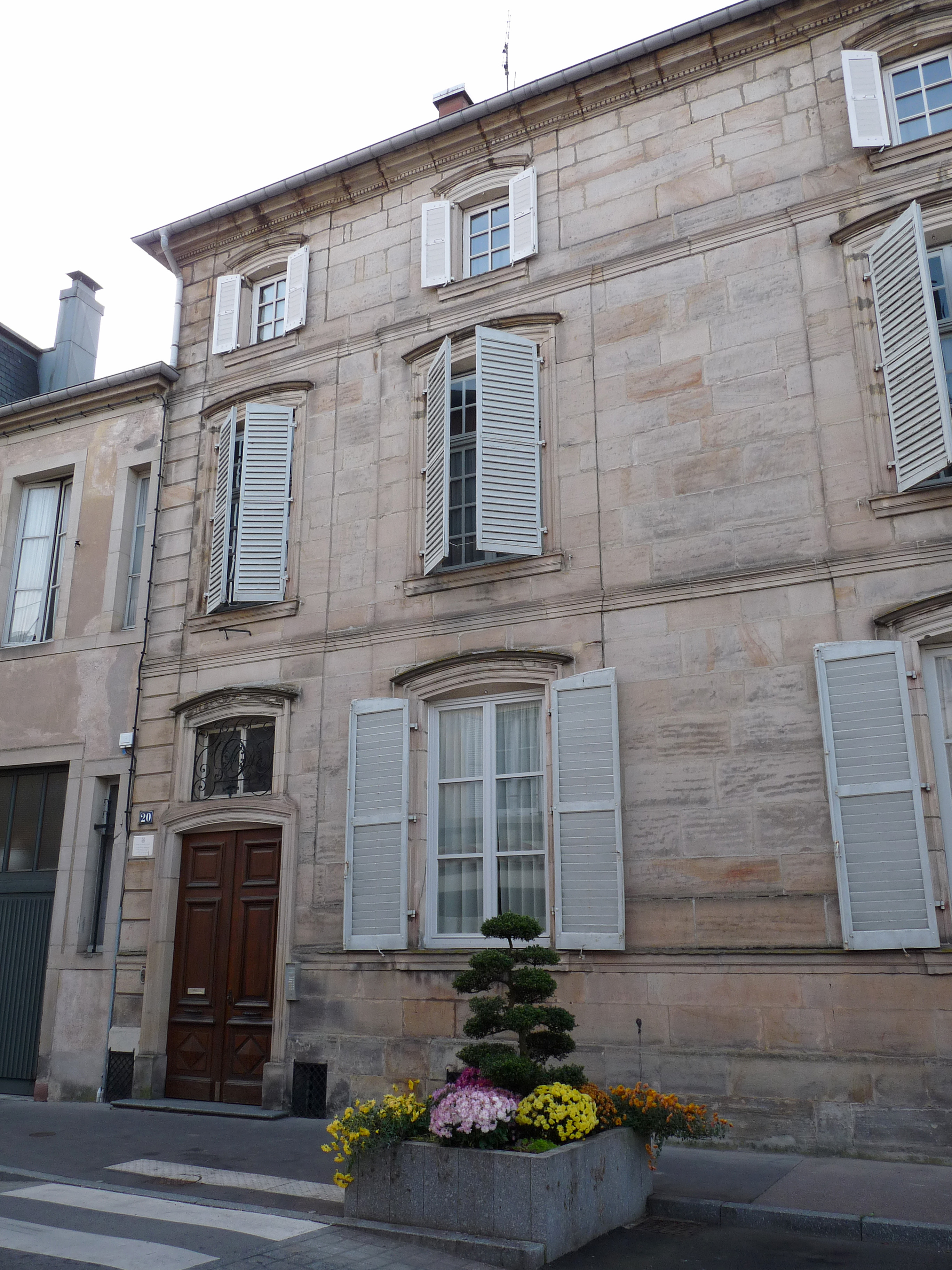
Maison du chanoine Andreu à Remiremont

François Andreu, né le 5 février 1686 à Châtenois (Vosges) et mort le 8 avril 1748 à Remiremont, est un prêtre, écolâtre et bibliophile français.

## Biographie
Il fut le fondateur de la première bibliothèque de Remiremont et le  directeur de l'hôpital de cette ville de 1715 à 1747.